# عربی یمنی
عربی یمنی (عربی: اللهجة یمنیة) گروهی از گویش‌های عربی است که در یمن، سومالی و جیبوتی سخن گفته می‌شوند. این گویش عموماً یک گویش محافظه‌کار در نظر گرفته می‌شود و دارای بسیاری از ویژگی‌های عربی کلاسیک است که در بیشتر گویش‌های عربی دیگر یافت نمی‌شود.
عربی یمنی برای ارتباطات روزانه مورد استفاده قرار می‌گیرد و وضعیت رسمی ندارد. عربی نوین معیار در اهداف رسمی، آموزش، تجارت و رسانه استفاده می‌شود.

## گویش‌ها
این گویش را می‌توان به پنج زیرگروه عربی صنعایی در شمال و مرکز، عربی حضرموتی در شرق، عربی تعزی-عدنی در جنوب، عربی تهامه‌ای در غرب یمن و عربی سومالیایی در سومالی تقسیم کرد.

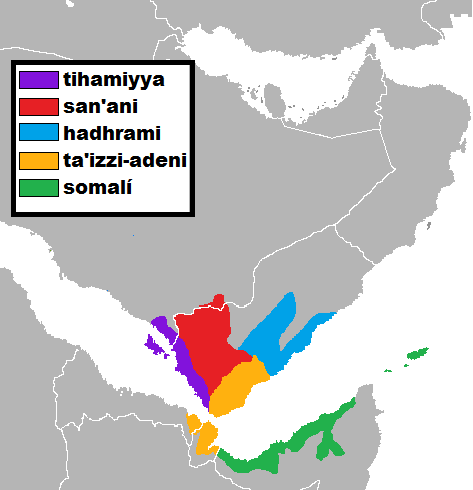
نقشه پراکندگی گویش‌های عربی یمنی
عربی تهامه‌ای
عربی صنعایی
عربی حضرموتی
عربی تعزی-عدنی
عربی سومالیایی